# خورخي فرتادو
خورخي فرتادو (بالبرتغالية: Jorge Furtado‏) هو كاتب وكاتب سيناريو ومخرج برازيلي، ولد في 9 يونيو 1959 في بورتو أليغري في البرازيل.

## وصلات خارجية
- خورخي فرتادو على موقع IMDb (الإنجليزية)
- خورخي فرتادو على موقع ألو سيني (الفرنسية)
- خورخي فرتادو على موقع أول موفي (الإنجليزية)
- خورخي فرتادو على موقع قاعدة بيانات الأفلام السويدية (السويدية)
- خورخي فرتادو على موقع قاعدة بيانات الفيلم (الإنجليزية)
- خورخي فرتادو على موقع كينوبويسك (الروسية)